# Sang-hyuk Lee
Sang-hyuk Lee (hangul: 이상혁, nacido el 19 de enero del 2000; Corea del Sur) es un futbolista surcoreano que juega como centrocampista y extremo en el FC Cartagena de la Segunda División de España.

## Trayectoria
Tras una etapa en el fútbol surcoreano y checo, el 1 de septiembre de 2022 se oficializa su incorporación al FC Cartagena de la Segunda División de España, firmando por una temporada, procedente del FK Pardubice. En el club checo llegó a disputar más de 30 partidos, aunque también compaginó siempre con el filial.

## Clubes
Actualizado al último partido disputado el 13 de noviembre de 2022.
| Club         | País            | Año       | Partidos | Goles |
| ------------ | --------------- | --------- | -------- | ----- |
| FK Pardubice | República Checa | 2019-2022 | 34       | 3     |
| FC Cartagena | España          | 2022-act. | 1        | 0     |